# افردینگ
افردینگ (به آلمانی: Eferding) یک شهر در اتریش است که در ناحیه افردینگ واقع شده‌است. افردینگ ۳٬۵۴۳ نفر جمعیت دارد.

## خواهرخوانده
شهر پاساو خواهرخواندهٔ افردینگ هست.